# Bothrops brazili
Espèce
Synonymes
- Bothrops neglectus Amaral, 1923

Bothrops brazili est une espèce de serpents de la famille des Viperidae.

## Répartition
Cette espèce se rencontre dans la forêt amazonienne au sud de l'Amazone  :
- au Brésil dans les États du Pará, d'Amazonas, du Rondônia et dans le Nord du Mato Grosso ;
- dans l'est de l'Équateur ;
- dans l'Est du Pérou ;
- dans le nord de la Bolivie.

Cette espèce était auparavant considérée comme présente dans toute l'Amazonie. Depuis 2021, les individus présents au nord de l'Amazone sont considérés comme appartenant à une autre espèce, Bothrops oligobalius.

## Description
L'holotype de Bothrops brazili, un mâle adulte, mesure 685 mm dont 70 mm pour la queue. C'est un serpent venimeux vivipare.

## Alimentation
Ce serpent se nourrit de petits mammifères (opossums, rats, écureuils, souris) et d'oiseaux.

## Étymologie
Cette espèce est nommée en l'honneur de Vital Brazil.

## Publications originales
- Amaral, 1923 : New genera and species of snakes. Proceedings of the New England Zoological Club, vol. 8, p. 85-105 (texte intégral).
- Hoge, 1954 "1953" : A new Bothrops from Brazil - Bothrops brazili, sp. nov. Memórias Do Instituto Butantan, vol. 25, p. 15-21.